# Briançon-Nord (tổng)
Tổng Briançon-Nord là một tổng của Pháp trong tỉnh Hautes-Alpes trong vùng Provence-Alpes-Côte d'Azur.

## Hành chính
| Giai đoạn | Ủy viên      | Đảng | Tư cách |
| --------- | ------------ | ---- | ------- |
|           | Gérard Fromm | PS   |         |

## Các đơn vị cấp dưới
Tổng Briançon-Nord gồm 4 xã với dân số là 4 638 người (điều tra năm 1999, dân số không tính trùng)
| Xã           | Dân số    | Mã bưu chính | Mã insee |
| ------------ | --------- | ------------ | -------- |
| Briançon     | 3 401 (1) | 05100        | 05023    |
| Montgenèvre  | 497       | 05100        | 05085    |
| Névache      | 290       | 05100        | 05093    |
| Val-des-Prés | 450       | 05100        | 05174    |

(1) một phần của xã.

## Biến động dân số
| 1962                                                     | 1968 | 1975 | 1982 | 1990  | 1999  |
| -------------------------------------------------------- | ---- | ---- | ---- | ----- | ----- |
| -                                                        | -    | -    | -    | 4 931 | 4 638 |
| Nombre retenu à partir de 1962 : dân số không tính trùng |      |      |      |       |       |